# Лоренцо II де Медичи
Вижте пояснителната страница за други личности с името Лоренцо де Медичи.
Лорèнцо II ди Пиèро де Мèдичи (на италиански: Lorenzo di Piero de’ Medici; * 12 септември 1492, Флоренция, Флорентинска република; † 4 май 1519, Вила Медичи, Кареджи, Флорентинска република) от Династията Медичи, е от 1516 г. до смъртта си де факто господар на Флорентинската република и от 1516 г. херцог на Урбино. Баща е на френската кралица Катерина де Медичи и вероятен баща на първия херцог на Флоренция Алесандро де Медичи.
Николо Макиавели му посвещава „Владетелят“, а Микеланджело Буонароти идеализира фигурата му в статуята „Образ на Лоренцо де Медичи, херцог на Урбино“ в Параклисите на Медичите в базиликата „Сан Лоренцо“ (Флоренция).

## Произход
Той е син на Пиеро II де Медичи Злочестия (1472 – 1503), владетел на Флоренция, и съпругата му Алфонсина Орсини (1472 – 1520). По бащина линия е внук на Лоренцо де Медичи Великолепни и Клариса Орсини, а по майчина – на Роберто Орсини, граф на Талякоцо, и на Катерина Сансеверино. Племенник е на папа Лъв X. Има двама братя и две сестри:
- Лоренцо († 1492 млад)
- Клариса (1493 – 1528), от 1508 г. съпруга на флорентинския банкер Филипо Строци Млади
- Луиза (1494 – неизв.)
- Козимо († млад)

## Биография

### Ранни години
Посрещнат с „голямо тържество“ при раждането си, Лоренцо е кръстен и получава името на наскоро починалия си дядо си по бащина линия – Лоренцо Великолепни.
С прогонването от Флоренция на баща му през 1494 г. Лоренцо пристига тайно в Урбино. Благодарение на загрижеността на Антонио Довици е настанен във Венеция, където се крие Пиеро Довици, и е поверен на грижите на Джироламо Липомано, в чиято резиденция остава поне до 29 февруари 1500 г. с голяма благодарност от страна на Медичите.
Почти 8-годишен и вече грамотен, „Лоренцино“ е извикан от майка си Алфонсина в Рим. След това той и майка му следват Пиеро II Злочестия, военно ангажиран в Южна Италия от името на Франция. Така Лоренцо първо живее в Монтекасино, а след това в Гаета. След трагичната смърт на баща му, който се удавя в река Гариляно с още 300 души в опит да прехвърли артилерията на 28 декември 1503 г. за вдовицата и сираците се погрижва Бартоломео д'Алвиано, победител с Гонсало Фернандес де Кордоба,, докато не ги предаде в безопасност на брат си Бернардино д'Алвиано.
Веднъж в Рим, образованието на Лоренцо продължава. Сред възпитателите му е и хуманистът Дж. Фаворино. Способен да овладее латински и да разбира старогръцки, той не е запален по учението, а предпочита конете, хрътките, соколите, ловните дружинки и жените. Майка му не одобрява желанието му за забавление и винаги изисква той да ѝ се подчинява. Въпреки натрапчивостта на ѝ – „твърде амбициозна“ според съвременниците му, интригантка и често неуместна, Лоренцо не скъсва с нея, а напротив – запазва чувствата на „любов и благоговение“, като се грижи да получи нейното одобрение.

### Херцог на Урбино
През 1512 г. Лоренцо успява да се върне във Флоренция благодарение на подкрепата на папа Юлий II и Свещената лига: испанска армия, под командването на Рамон де Кардона, нахлува в Муджело и разграбва Прато и Кампи Бизенцио по ужасяващ начин. Изправени пред тези опустошения, флорентинците се предават и приемат завръщането на семейство Медичи. Сред жертвите на репресиите и отмъщенията, последвали реставрацията на Медичите, са и Николо Макиавели, който е заточен в имението си Сан Кашано ин Вал ди Пеза, и гонфалониерът Пиеро Содерини, който е принуден да отиде в изгнание.
През 1516 г. папа Лъв X отнема всичката собственост на херцог Франческо Мария I дела Ровере в края на една скъпа и безполезна война и дава Херцогство Урбино на своя племенник Лоренцо. През 1517 г. Лоренцо е ранен във врата от вражески аркебуз по време на обсадата на Мондолфо. През 1518 г., когато херцогството е нападнато от войските на лишения от собственост Франческо I, Лоренцо не е в състояние да се изправи срещу атаката и предава командването на войната на Бернардо Довици ди Бибиена (известен като „кардинал Бибиена“), талантлив писател и елегантен светски мъж, както и лош военен, който на свой ред е принуден да отстъпи.

### Брак и ранна смърт
Като част от усилията си да спечели властта в Италия кралят на Франция Франсоа I се обръща към създаването на определени стратегически съюзи. На 8 декември 1515 г. той и папа Лъв X се срещат и подписват споразумение за приятелство, в което Франсоа се съгласява да осигури властта на Ватикана над Католическата църква във Франция, а Лъв обещава да подкрепи претенциите на Франсоа над трона на Неапол. Това споразумение, подобно на повечето други от времето, е скрепено с брачен съюз. Племенникът на Лъв, Лоренцо II де Медичи, току-що е станал господар на Флорентинската република през 1516 г. Франсоа му пише, за да го поздрави, като заявява: „Възнамерявам да ви помогна с цялата си сила. Също така искам да ви омъжа за някоя красива и добра дама от благородническо потекло и от моите роднини, така че любовта, която нося към вас, да расте и да се укрепва.“ „Добрата дама“, предложена от крала, е неговата богата и далечна роднина Маделин дьо ла Тур д'Оверн, дъщеря на Жан IV дьо ла Тур д'Оверн, граф на Оверн, и Жана дьо Бурбон-Вандом. Лоренцо приема надлежно, тъй като е голяма чест да бъда свързан с френското кралско семейство, особено след като е от по-малко благороднически род (Медичите стават благородници едва наскоро), макар и изключително богат. Що се отнася до Маделин и нейното семейство, те са щастливи да бъдат обвързани със сферата на самия папа.
Лоренцо се жени на 2 май 1518 г. в Замъка на Амбоаз за Маделин. Техният брак е знак за съюза между краля на Франция Франсоа I и папа Лъв X, чичо на Лоренцо II, срещу император Максимилиан I. Тяхната сватба е разкошен празник, който отбеляза не само техния съюз, но и раждането на дофина за Франсоа I. Както при другите празненства, организирани от краля през целия му живот, танците заемат много важно място. Танцува се предимно в италиански стил. 72 дами са облечени в италиански, немски и други модни костюми, правейки доста богата изложба на коприна и цвят. Франсоа дава на Маделин 10 000 златни монети, докато Лоренцо предлага богати подаръци на френските благородници. По време на сватбеното тържество за първи път е поставена Мандрагола, известната комедия на Николо Макиавели.
Младото семейство се радва много на раждането на дъщеря им Катерина на 13 април следващата година и според летописците те са така доволни сякаш имат син. На 4 май 1519 г. обаче 26-годишният Лоренцо умира от сифилис, по-малко от две седмици след 19-годишната си съпруга. Маделин умира на 28 април от това, за което се смята, че е чума (някои спекулират, че може да е била заразена със сифилис от съпруга си). Лоренцо е погребан в гробницата, дело Микеланджело в Параклисите на Медичите в базиликата „Сан Лоренцо“ във Флоренция. След смъртта му Херцогство Урбино се връща у сем. Дела Ровере.

## Брак и потомство
∞ 2 май 1518 г. в Замъка на Амбоаз за Маделин дьо ла Тур д'Оверн (* 1495, † 28 април 1519), дъщеря на Жан IV дьо ла Тур д'Оверн, граф на Оверн, на Лораге, господар на Ла Тур, и Жана дьо Бурбон-Вандом, от която има една дъщеря:
- Катерина де Медичи (* 13 април 1519, Флоренция; † 5 януари 1589, Блоа, Кралство Франция), графиня на Оверн, кралица на Франция; ∞ октомври 1533 в Ница за Анри II, крал на Франция, от когото има 10 деца, сред които 3 крале на Франция, 1 кралица на Испания и 1 кралица на Франция и Навара.

Има един извънбрачен син от мулатката Симонета да Колевекио, прислужница на майката на Лоренцо II Алфонсина в Рим.:
- Алесандро де Медичи (* 22 юли 1510, † 6 януари 1537) „Мавъра“, херцог на Пене, градски владетел на Флоренция от 1530 до 1537 г., от 1532 г. херцог на Флоренция. Според някои може би е плод на тайната любовна афера между Алфонсина и кардинал Джулио де Медичи, бъдещ папа Климент VII и братовчед на Лоренцо II.[8][13]

- Катерина де Медичи
- Алесандро де Медичи, вероятен извънбрачен син

## Лоренцо де Медичи в изкуството и литературата
Неговата гробница в Параклисите на Медичите в църквата Сан Лоренцо във Флоренция, дело на Микеланджело, е известна със статуите на Здрача и Зората и с неговия алегоричен портрет в дрехите на римски водач. Поради омонимията с неговия дядо Лоренцо Великолепни (и двамата се казват Лоренцо ди Пиеро де Медичи) гробницата му понякога се бърка с тази на неговия прародител.
- Микеланджело, Здрач
- Микеланджело, Зора
- Микеланджело, Статуя на Лоренцо де Медичи

През 1519 г. неговият портрет е нарисуван на маслена картина от Рафаело Санцио. Платното е закупено през 2007 г. на търг на Кристис от неизвестен купувач за 27,5 млн. евро.
След като първоначално предлага да го посвети на чичо му Джулиано, Николо Макиавели посвещава на Лоренцо „Владетелят“, родена като колекция от примери, дискусии и предложения към човека, управлявал Флоренция по това време.